# Palazzo del Conte (Birsay)

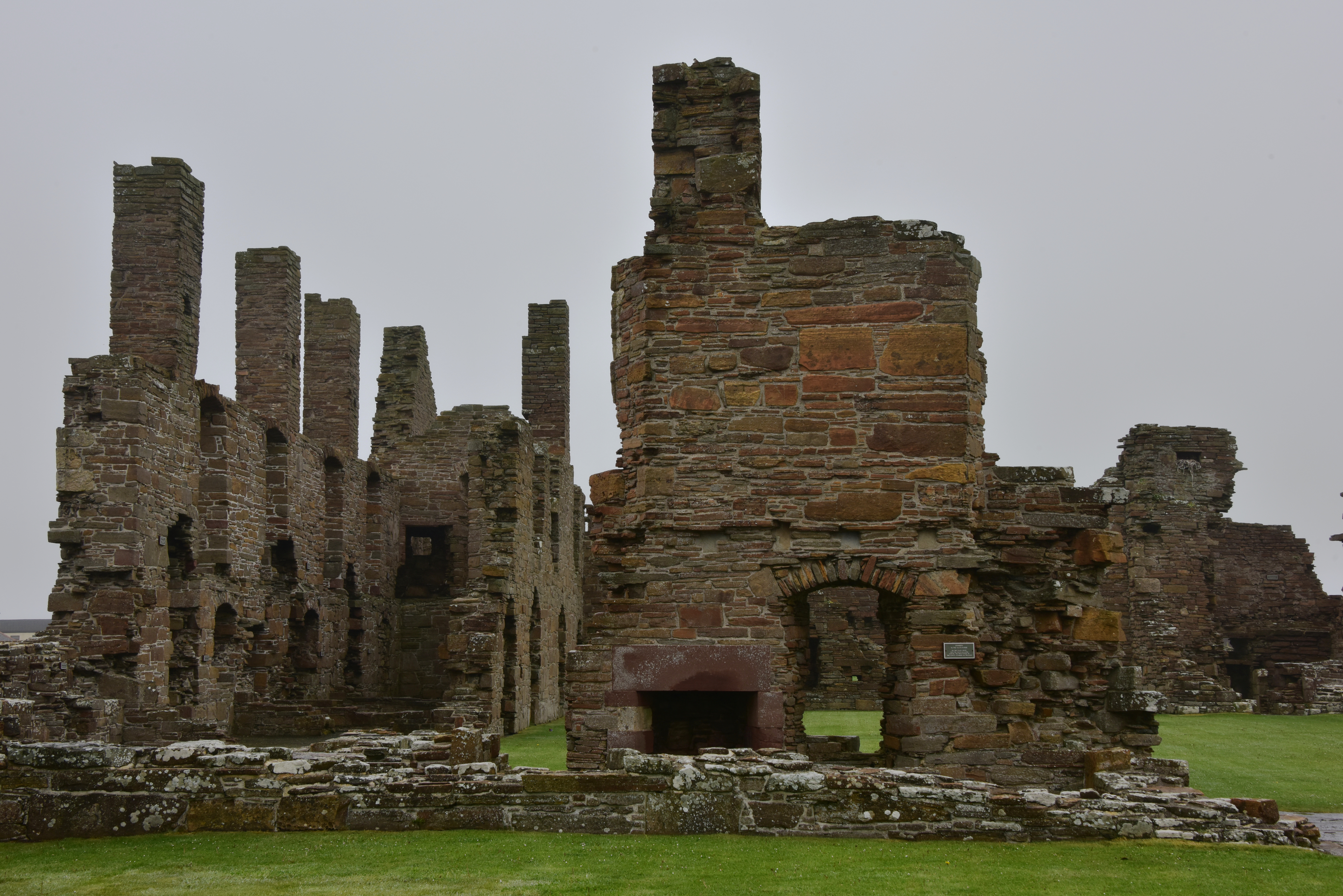
Le rovine del palazzo

Il palazzo del conte (in inglese: Earl's Palace) è uno storico edificio in rovina del villaggio scozzese di Birsay, nell'isola di Mainland (isole Orcadi), fatto costruire tra il 1569 e il 1574 o 1579 ca. da Robert Stewart, I conte delle Orcadi ed ampliato negli anni ottanta del XVI secolo.
Il palazzo è posto sotto la tutela dello Historic Environment Scotland.

## Storia
Nel 1569, Robert Stewart, figlio illegittimo di re Giacomo V di Scozia e che, secondo quanto riportato in un'iscrizione nel palazzo, si riteneva sovrano delle Orcadi volle far costruire per sé una residenza facendo probabilmente demolire un preesistente palazzo del vescovo.
La costruzione durò tra i cinque e i dieci anni e, a partire dal 1581, anno in cui Robert Stewart venne proclamato conte delle Orcadi, il palazzo divenne la residenza preferita da quest'ultimo.
Con la morte di Robert Stewart, venne proclamato conte delle Orcadi Patrick Stewart, che per la sua crudeltà nei confronti della popolazione locale, superiore anche a quella del padre, venne soprannominato "Black Patie": quest'ultimo fece rimodellare il palazzo, aggiungendovi una grande sala d'ingresso e un'ala settentrionale.
Dopo l'arresto di Patrick Stewart, avvenuto nel 1609, il nuovo inquilino del palazzo fu, a partire dal 1614, il figlio di quest'ultimo, Robert. Durante la permanenza a palazzo di Robert, l'edificio subì un attacco da parte dello sceriffo di Kirkwall: dopo la vittoria, Robert marciò verso Kirkwall, ma fu arrestato e giustiziato assieme al padre il 6 febbraio 1615.
In seguito, il palazzo fu abitato occasionalmente dai successori degli Stewart, i conti di Morton.
Nel 1650, il palazzo venne attaccato dalle truppe di Cromwell: l'attacco provocò la distruzione delle finestre. Circa mezzo secolo dopo, il palazzo subì il crollo del tetto
Nel 1701, fu redatto un resoconto sul palazzo da parte del reverendo John Brand, che ne elogiava i soffitti riccamente decorati.
Il palazzo rimase in uso fino al XIX secolo, quando iniziò a cadere definitivamente in rovina.

## Architettura
Le rovine del palazzo si ergono sulla spiaggia che si affaccia sulla baia di Birsay.
Il palazzo è costituito da due piani.